# 24066 Еріксоренсен
24066 Еріксоренсен (24066 Eriksorensen) — астероїд головного поясу, відкритий 4 жовтня 1999 року.
Тіссеранів параметр щодо Юпітера — 3,440.